# Calospila simplaris
Calospila simplaris is een vlindersoort uit de familie van de prachtvlinders (Riodinidae), onderfamilie Riodininae.
Calospila simplaris werd in 1911 beschreven door Stichel.